# Vescisa digona
Vescisa digona là một loài bướm đêm trong họ Noctuidae.